# Georgas Freidgeimas
Georgas Freidgeimas (ur. 10 sierpnia 1987 w Wilnie) – litewski piłkarz, grający na pozycji obrońcy.